# Владимир Чуков
Владимир Стефанов Чуков е български арабист, професор, университетски преподавател и учен в областта на политиката на Близкия Изток и исляма. Автор е на редица книги и изследвания в тази област.

## Биография
Роден е на 22 април 1960 г. в Атина, Гърция. Учи във френски колеж в Тунис, а впоследствие завършва Френската гимназия в София. Дипломира се във факултета по обществени науки на Дамаския университет, Сирия. През 1994 г. защитава дисертация на тема „Политическата партия в арабския свят през последните две десетилетия (1970 – 1990). Сравнителен анализ“ и получава степента доктор. През 1998 г. става доцент, през 2005 г. – доктор на икономическите науки с дисертация на тема „Ислямският фундаментализъм като заплаха за националната сигурност“, а през 2007 г. – професор в Русенския университет „Ангел Кънчев“.
Преподава в редица български университети: Варненски свободен университет, Софийския университет „Св. Кл. Охридски“, Нов български университет, Русенския университет „Ангел Кънчев“ и други.
През периода 1995 – 1998 г. е главен редактор на списание „Международни отношения“. През 1999 г. създава неправителствената организация „Български център за близкоизточни изследвания“, а през 2002 г. – „Център за регионални и конфесионални изследвания“. От 2005 г. е научен секретар на специализирания научен съвет по международни отношения към ВАК, а от 2006 г. – член на комисията по обществени науки към ВАК. Член е на редколегиите на сп. „Геополитика“ и „Философски форум“. През 2008 г. създава информационно-аналитичния сайт по проблемите на Близкия и Среден Изток Orient.bg
Член е на редица международни научни организации, сред които са European Association for Middle East Studies, Central Eurasian Society Studies и други. Издаван е в САЩ, Великобритания, Франция, Италия, Германия, Русия, Турция, Румъния и др. През 2024 година е избран за член-кореспондент на Българската академия на науките.